# Sam Abouo
Sam Abouo (Abidjan, 26 dicembre 1973) è un ex calciatore ivoriano, di ruolo difensore.

## Palmarès

### Club
- Campionato ivoriano: 4

ASEC Mimosas: 1991, 1992, 1993, 1998

### Nazionale
- Coppa d'Africa: 1

1992